# Varunastra
Varunastra je indické těžké protiponorkové torpédo ráže 533 mm odpalované z hladinových válečných lodí. Je první zbraní svého druhu vyvinutou v Indii. Má být schopno boje proti tichým stealth ponorkám jak na otevřeném moři, tak v pobřežních oblastech. Do služby bylo přijato roku 2016. V indickém námořnictvu torpéda tohoto typu ponesou torpédoborce tříd Rajput, Delhi a Kolkata, fregaty třídy Talwar a korvety třídy Kamorta.
Indie rovněž chce torpédo exportovat. Mimo jiné jej (společně s protilodními střelami BrahMos) nabídla Vietnamu, se kterým ji pojí strategické partnerství.

## Vývoj
Torpédo vyvinula Naval Science and Technological Laboratory (NSTL), která je pobočkou indické Výzkumné a vývojové organizace obranných systémů (DRDO – Defence Research and Development Organisation). Do služby v indickém námořnictvu bylo torpédo přijato 29. června 2016. Všech 73 objednaných torpéd vyrobí společnost Bharat Dynamics Limited (BDL) v Hyderabadu. První torpédo Varunastra ze sériové výroby bylo dokončeno 21. listopadu 2020.

## Popis
Torpédo má modulární konstrukci a obsahuje více než 95 % indických komponentů. Má hmotnost 1500 kg, z čehož 250 kg připadá na bojovou nálož. Elektrický pohon mu dává rychlost 38 uzlů a dosah 20 km. Může operovat v hloubce až 400 metrů.